# Francisco Gonzales (escritor peruano)
Francisco Gonzales, también conocido como don Pancho Gonzales, (Huaraz, 29 de enero de 1922 - Huaraz, 4 de agosto de 2006) fue un educador, promotor cultural, fotógrafo, artista plástico, coleccionista de arte y escritor peruano. 

## Biografía
Gonzales nació en Huaraz el 29 de enero de 1922. Su madre fue Natividad Gonzáles Ramírez, conocida como Doña Ñati, quien estuvo a cargo de su educación temprana que luego continuó en el Colegio Nacional de La Libertad. Hizo sus estudios profesionales en la Escuela Normal Rural de Tingua en el distrito de Mancos en la provincia de Yungay. Ocupó el primer puesto junto al educador y escritor Teófilo Maguiña Cueva en el cuadro de méritos de su promoción en 1945. Continuó sus estudios en el Instituto Pedagógico Nacional de Lima y en la Facultad de Filosofía y Letras de la Universidad de Buenos Aires en Argentina.
Se desempeñó como director de la Escuela Normal de Celendín en 1965 en Cajamarca y de la Escuela de Bellas Artes de Amazonas. De regreso en Huaraz, junto a otros docentes, fundó el Sindicato de Maestros Primarios de Huaraz, a través del cual se organizó la primera convención a nivel provincial de docentes de escuelas primarias, celebrada del 21 al 24 de noviembre de 1959. Desde 1956 integró el grupo Piedra y Nieve al lado del poeta Agustín R. Loli, el pintor Humberto Chávez Bayona y el escritor Marcos Yauri Montero.
Fue director de instituciones educativas en las regiones de Amazonas y Cajamarca. En 1976 fundó el Instituto Nacional de Cultura (INC) en el departamento de Áncash en 1976 y fue su primer director hasta 1985.

## Publicaciones
Escribió y publicó poemarios y ensayos como Vida de perros (1977), Retablo de Poemas (1978), Huarás, Historia (1989), Huarás: visión integral (1992), además de editar la revista literaria Asterisco.

## Colección de arte
En vida, coleccionó obras plásticas de artistas de su región como Godofredo Zegarra Ángeles, Humberto Chávez Bayona y Honorato Torres Ochoa. Donó su pinacoteca al INC-Áncash el 2002.